# The Eleventh Commandment
The Eleventh Commandment er en amerikansk stumfilm fra 1918 af Ralph Ince.

## Medvirkende
- Lucille Lee Stewart som Dora Chester
- Grace Reals som Mrs. Chester
- Carleton Macy som Dr. David Mayo
- Walter Miller som Kenneth Royce
- Huntley Gordon som Robert Stanton